# 安全地帯 ゴールデン☆ベスト
『安全地帯 ゴールデン☆ベスト』（あんぜんちたい ゴールデン☆ベスト）は、日本のロックバンドである安全地帯の6作目のベスト・アルバム。
2006年7月5日にユニバーサルミュージックからリリースされた。ベスト・アルバムとしては前作『安全地帯 COMPLETE BEST』（2005年）からおよそ1年4か月振りにゴールデン☆ベストシリーズの一つとしてリリースされた作品であり、1983年から1993年に掛けてリリースされたキティレコード所属時代のシングル20曲から15曲が選曲されている。収録曲の内、「We're alive」のみB面曲から選曲されている。

## 収録曲
| #         | タイトル                     | 作詞       | 作曲      | 編曲                     | 時間  |
| --------- | ---------------------------- | ---------- | --------- | ------------------------ | ----- |
| 1.        | 「ワインレッドの心」         | 井上陽水   | 玉置浩二  | 安全地帯、星勝           | 4:08  |
| 2.        | 「真夜中すぎの恋」           | 井上陽水   | 玉置浩二  | 安全地帯、星勝           | 3:54  |
| 3.        | 「恋の予感」                 | 井上陽水   | 玉置浩二  | 安全地帯、星勝           | 4:37  |
| 4.        | 「熱視線」                   | 松井五郎   | 玉置浩二  | 安全地帯、星勝           | 4:11  |
| 5.        | 「悲しみにさよなら」         | 松井五郎   | 玉置浩二  | 安全地帯、星勝           | 4:31  |
| 6.        | 「碧い瞳のエリス」           | 松井五郎   | 玉置浩二  | 安全地帯、星勝           | 4:09  |
| 7.        | 「プルシアンブルーの肖像」   | 松井五郎   | 玉置浩二  | 安全地帯、星勝           | 4:26  |
| 8.        | 「夏の終りのハーモニー」     | 井上陽水   | 玉置浩二  | 星勝、安全地帯、中西康晴 | 4:26  |
| 9.        | 「Friend」                   | 松井五郎   | 玉置浩二  | 安全地帯、星勝           | 3:59  |
| 10.       | 「好きさ」                   | 松井五郎   | 玉置浩二  | 安全地帯                 | 2:43  |
| 11.       | 「じれったい」               | 松井五郎   | 玉置浩二  | 星勝、安全地帯           | 3:41  |
| 12.       | 「I Love Youからはじめよう」 | 松井五郎   | 玉置浩二  | 安全地帯、星勝、BAnaNA   | 4:28  |
| 13.       | 「微笑みに乾杯」             | 松井五郎   | 玉置浩二  | 安全地帯、星勝           | 4:35  |
| 14.       | 「あの頃へ」                 | 松井五郎   | 玉置浩二  | 安全地帯                 | 4:57  |
| 15.       | 「ひとりぼっちのエール」     | 須藤晃     | 玉置浩二  | 安全地帯                 | 6:38  |
| 16.       | 「月に濡れたふたり」         | 松井五郎   | 玉置浩二  | 安全地帯、星勝、BAnaNA   | 5:11  |
| 17.       | 「We're alive」              | 松尾由紀夫 | 玉置浩二  | 安全地帯、星勝           | 4:20  |
| 合計時間: | 合計時間:                    | 合計時間:  | 合計時間: | 合計時間:                | 74:54 |

## リリース日一覧
| No. | リリース日    | レーベル                 | 規格 | カタログ番号 | 備考                           | 出典        |
| --- | ------------- | ------------------------ | ---- | ------------ | ------------------------------ | ----------- |
| 1   | 2006年7月5日  | ユニバーサルミュージック | CD   | UPCY-6146    |                                | [ 2 ] [ 1 ] |
| 2   | 2012年12月5日 | ユニバーサルミュージック | CD   | UPCY-9259    | 期間限定スペシャル・プライス盤 | [ 3 ] [ 4 ] |